# Steve Canyon

Steve Canyon est un comic strip d'aventure américain réalisé par Milton Caniff et diffusé dans la presse américaine par le Field Newspaper Syndicate (en) du 13 janvier 1947 au 4 juin 1988, deux mois après la mort de son auteur.

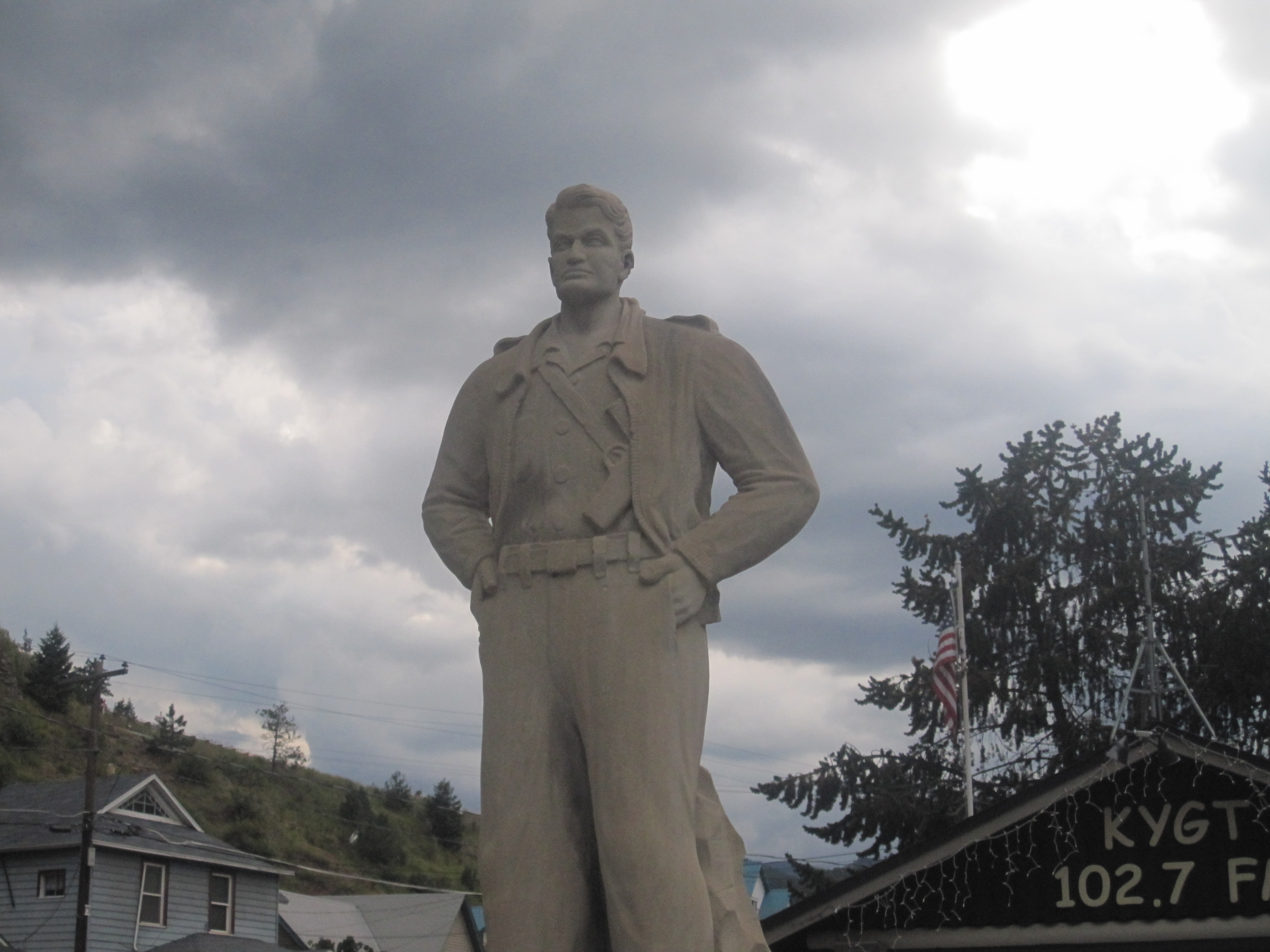
Statue de Steve Canyon, Idaho Springs.

## Publications françaises

### Périodiques
- Steve Canyon, Nouveau Tintin no 1-22, 1975-76.
- Steve Canyon : Un Colonel nommé Canyon, Super Tintin no 2, 1978.
- Steve Canyon (16 juin à 20 septembre 1957), Bananas n°3, 1995.

### Albums
Dans les années 1980, plusieurs tentatives d'édition de Steve Canyon ont échoué.
- Steve Canyon, Glénat (bandes quotidiennes) :

1. Steve Canyon, 1980, 128 p.
2. Les Rebelles de Damma, 1983, 135 p.

- Steve Canyon, Gilou (pages dominicales) :

1. Vietnam !, 1984, 85 p.
2. CIA, 1985, 88 p.

- Steve Canyon, Glénat (bandes quotidiennes) :

1. Copperhead-Delta, 1987, 111 p.
2. Le Pétrole d'Easter / Les Joyaux d'Afrique, 1988, 109 p.
3. Sabotage médical / Lady IX, 1989, 103 p.

### Documentation
- Proto Destefanis, « Steve Canyon », Phénix, no 1,‎ 1966, p. 27
- Patrick Gaumer, « Steve Canyon », dans Dictionnaire mondial de la BD, Paris, Larousse, 2010 (ISBN 9782035843319), p. 807.
- Ugo Scotto, « Steve Canyon, un IBM et les Viêt-congs », Phénix, no 12,‎ 1er trim. 1970, p. 29-31.
- Gilles Ciment, « Milton Caniff : Steve Canyon », dans 100 cases de Maîtres : Un art graphique, Éditions de la Martinière, 2010 (ISBN 978-2732441405), p. 15-16.
- Paul Gravett (dir.), « De 1930 à 1949 : Steve Canyon », dans Les 1001 BD qu'il faut avoir lues dans sa vie, Flammarion, 2012 (ISBN 2081277735), p. 137.